# Wasserstraßen- und Schifffahrtsamt Tönning

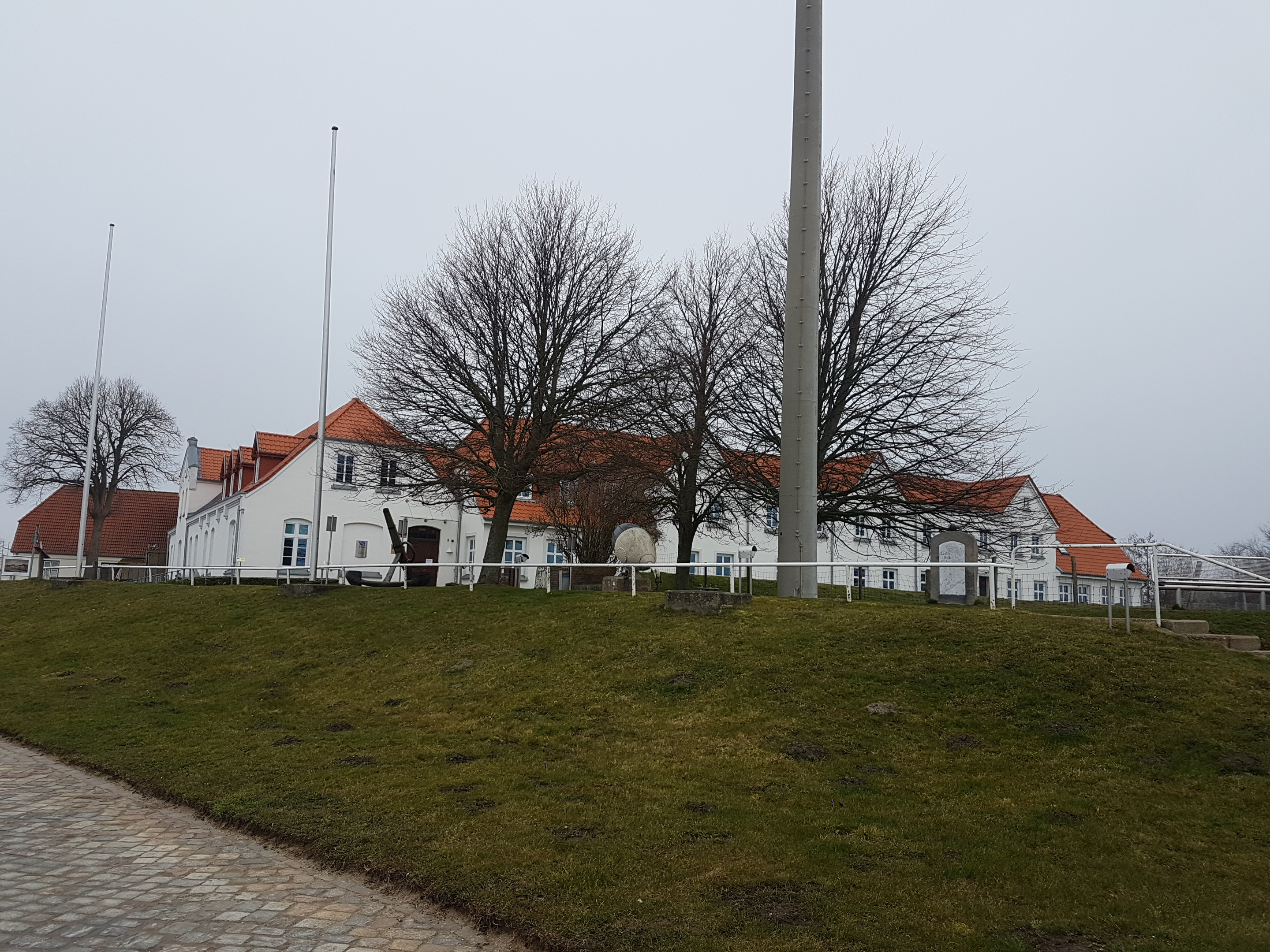
Amtsgebäude des WSA Tönning im Bereich der Hafeneinfahrt

Das Wasserstraßen- und Schifffahrtsamt Tönning (WSA Tönning) war ein Wasserstraßen- und Schifffahrtsamt in Deutschland. Es gehörte zum Dienstbereich der Generaldirektion Wasserstraßen und Schifffahrt, vormals Wasser- und Schifffahrtsdirektion Nord.
Durch die Zusammenlegung der Wasserstraßen- und Schifffahrtsämter Cuxhaven, Hamburg und Tönning ging es am 15. März 2021 im neuen Wasserstraßen- und Schifffahrtsamt Elbe-Nordsee auf.
Das Gebäude steht im Bereich der Hafeneinfahrt. Auf dem Grundstück befindet sich auch ein Gedenkstein für Carl Friedrich Vollertsen.

## Zuständigkeitsbereich

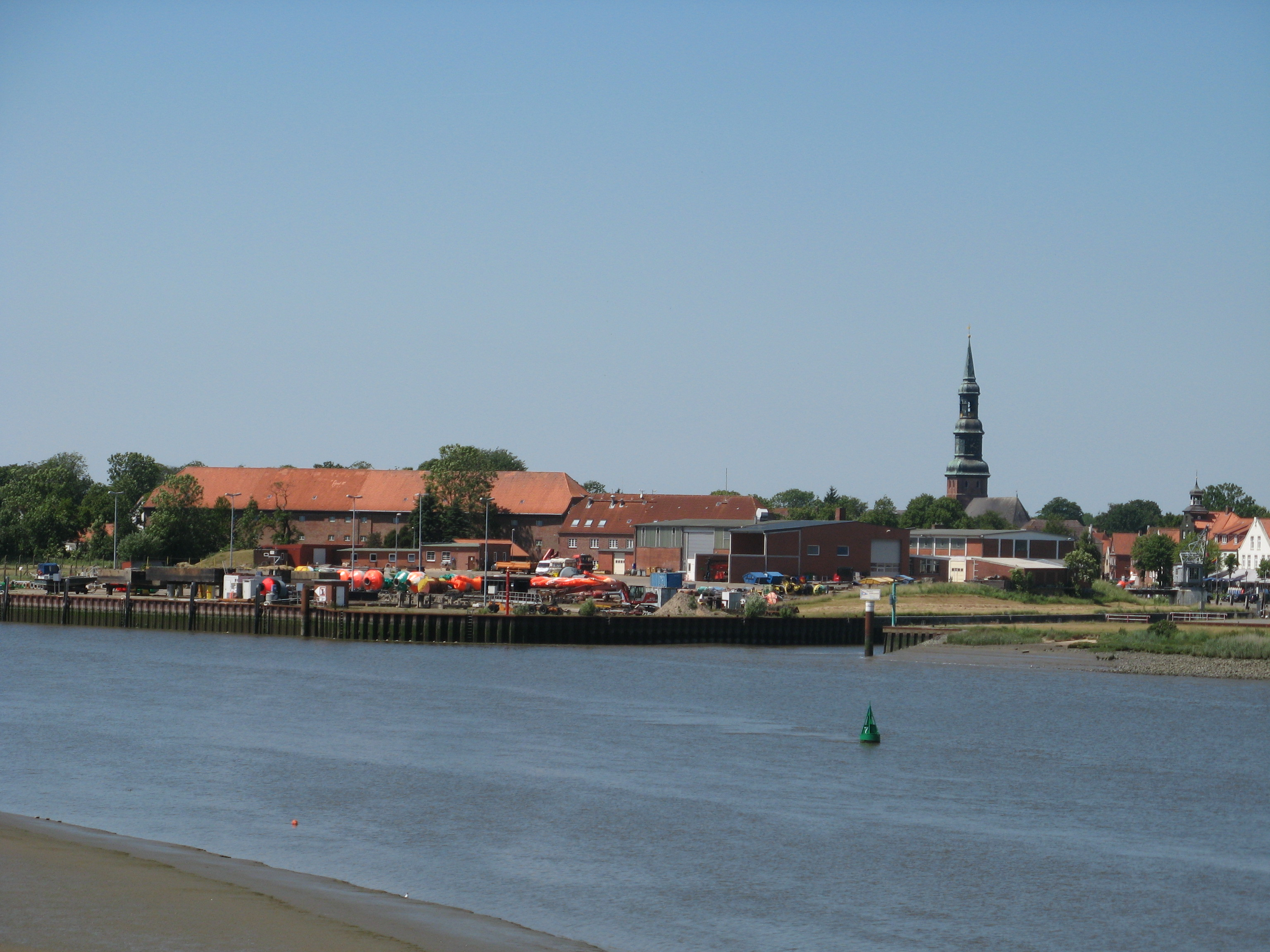
Bauhof Tönning

Das Wasserstraßen- und Schifffahrtsamt Tönning war zuständig für die Küstengewässer bis zur 12-Meilen-Zone im Bereich von der dänischen Grenze bis zur Elbmündung sowie die Binnenwasserstraße Eider von Rendsburg bis zur Mündung in die Nordsee.

## Aufgabenbereich

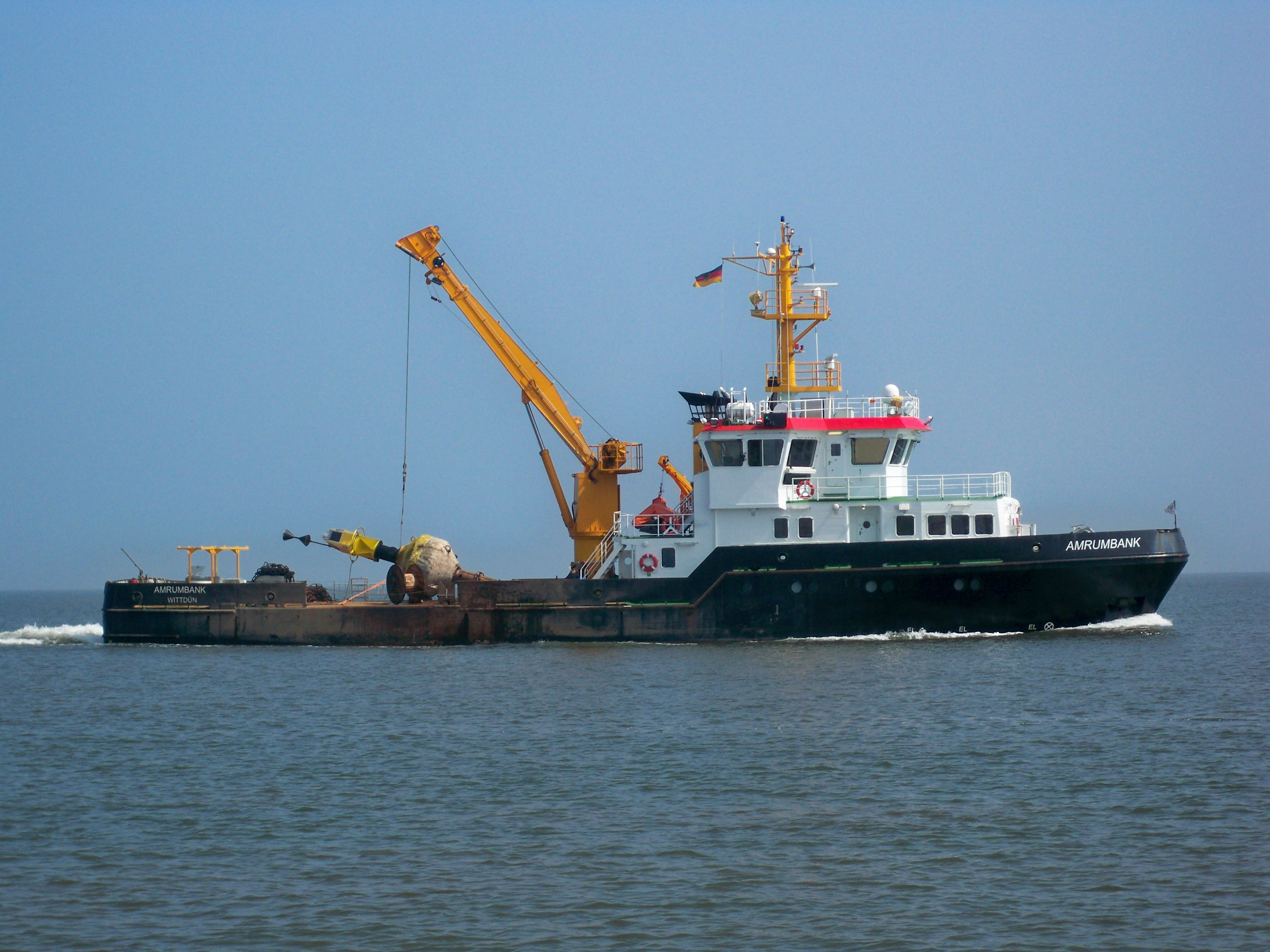
Tonnenleger Amrumbank vor Amrum

Zu den Aufgaben des Wasserstraßen- und Schifffahrtsamtes Tönning zählten:
- Unterhaltung und Betrieb der schwimmenden und festen Seezeichen (u. a. die Leuchttürme an der schleswig-holsteinischen Nordseeküste)
- Übernahme strom- und schifffahrtspolizeilicher Aufgaben
- Betrieb und Unterhaltung des Eidersperrwerks
- Unterhaltung der Eider und Sicherstellung eines geordneten Abflusses der Eider
- Betrieb und Unterhaltung der Schleuse Lexfähre sowie der Schleuse und der Wehranlage Nordfeld
- Unterhaltung des Schutz- und Sicherheitshafens Helgoland, des Schutz- und Sicherheitshafens Hörnum und des Seezeichenhafens Wittdün.

## Außenbezirke
Zum Wasserstraßen- und Schifffahrtsamt Tönning gehörten die Außenbezirke auf Amrum, Helgoland sowie der Außenbezirk Tönning und der Bauhof.
- Der Außenbezirk Amrum war zuständig für die Küstengewässer von der Halbinsel Eiderstedt bis zur dänischen Grenze. Er betrieb und unterhielt den Schutz- und Sicherheitshafen Hörnum sowie den Seezeichenhafen Wittdün.
- Der Außenbezirk Helgoland war zuständig für die Seewasserstraßen um Helgoland, den Schutz- und  Sicherheitshafen Helgoland und den Inselsockelschutz (Kringel, Südwest-Schutzmauer und Inseldamm Nord)
- Der Außenbezirk Tönning war zuständig für die Küstengewässer von Friedrichskoog (Elbmündung) bis Husum (mit Ausnahme der Gewässer um Helgoland). Zum Außenbezirk Tönning gehörte der Stützpunkt Friedrichstadt, der für die Eider zuständig war.
- Der Bauhof in Tönning nahm insbesondere Wartungs- und Instandsetzungsarbeiten an Schiffen und Seezeichen des Wasserstraßen- und Schifffahrtsamtes Tönning wahr. Er verfügte über eine eigene Pieranlage an der Eider.

## Kleinfahrzeugkennzeichen
Den Kleinfahrzeugen im Bereich des Wasserstraßen- und Schifffahrtsamtes Tönning wurden Kleinfahrzeugkennzeichen mit der Kennung NF zugewiesen.